# Olivier Benoît
Olivier Benoît (* 6. Mai 1969 in Valenciennes) ist ein französischer Jazzgitarrist, der auch durch seine Orchester-Dirigate hervorgetreten ist.

## Leben
Benoît besuchte zunächst das Konservatorium, bevor er auf der Universität Lille bei Fred Van Hove und Annick Nozati studierte. 1996 zog er nach Paris, wo er mit Musikern wie Philippe Deschepper, Jacques Mahieux und Joëlle Léandre auftrat. Im Jahr 2000 bildete er ein Duo mit Sophie Agnel, das auch das Album Rip Stop (2003) veröffentlichte. Von 2001 bis 2001 war er Mitglied von Paolo Damianis Edition des Orchestre National de Jazz (Charméditerranéen, ECM), das er zwischen 2014 und 2018 leitete. In Lille dirigierte er das großformatige Ensemble La Pieuvre und wurde Teil des Kollektivs Circum (auch war er einer der Komponisten des Circum Grand Orchestra). Daneben arbeitete er weiterhin mit Mahieux, mit Agnel, mit Christophe Marguet sowie mit Régis Huby und Maria Laura Baccarini.

## Diskographische Hinweise
- Jacques Mahieux France Musique (1999)
- La Pieuve Ellipse (2007)
- Circum Grand Orchestra Le Ravissement (2009)
- Olivier Benoît Serendipity (2010, solo)
- Circum Grand Orchestra + la Pieuvre Feldspath (2012)
- Orchestre National de Jazz, Olivier Benoit: Europa Paris (2014)
- Orchestre National de Jazz, Olivier Benoit: Europa Berlin (2015)
- Orchestre National de Jazz, Olivier Benoit: Europa Rome (2016)

## Lexikalischer Eintrag
- Philippe Carles, André Clergeat, Jean-Louis Comolli: Le nouveau dictionnaire du jazz. Édition Robert Laffont, Paris 2011, ISBN 978-2-221-11592-3.

| Personendaten    | Personendaten                            |
| ---------------- | ---------------------------------------- |
| NAME             | Benoît, Olivier                          |
| KURZBESCHREIBUNG | französischer Jazzgitarrist und Dirigent |
| GEBURTSDATUM     | 6. Mai 1969                              |
| GEBURTSORT       | Valenciennes                             |